# Batman: The Telltale Series
Batman: The Telltale Series è un videogioco a episodi, sviluppato da Telltale Games, basato sul supereroe dei fumetti della DC Comics Batman.
La serie, divisa in cinque episodi, è stata pubblicata in digitale dal 2 agosto del 2016 fino al 13 dicembre dello stesso anno per le piattaforme PlayStation 4, PlayStation 3, Xbox One, Xbox 360, Android, iOS, macOS, Microsoft Windows e Nintendo Switch.

## Trama
Il multimiliardario Bruce Wayne ha intrapreso da qualche anno l'attività di vigilante a Gotham City assumendo l'identità segreta di Batman.
Nei panni del crociato mascherato combatte il crimine con ogni mezzo necessario, imponendosi come limite la regola di non uccidere i suoi nemici. Infatti, Batman crede fermamente che eliminare i criminali che combatte, lo farebbe scendere al loro stesso livello; malgrado collabori spesso con la polizia, è egli stesso un ricercato operando fuori dalla legge.
Nel frattempo Bruce Wayne deve gestire la sua immagine pubblica mentre tenta di fronteggiare uno scandalo mediatico che riguarda suo padre: infatti prima che egli venisse assassinato assieme a sua madre sotto i suoi occhi quando Bruce era solo un bambino, pare che Thomas Wayne fosse un noto complice di Carmine Falcone, boss della criminalità locale; come se non bastasse un gruppo di terroristi che si fanno chiamare "Children of Arkham", capeggiati da due nuovi supercriminali, Lady Arkham e il Pinguino, minacciano di avviare una rivoluzione anarchica a Gotham attraverso l'uso di un pericoloso farmaco psicotropo.
Mentre la moralità della sua famiglia viene messa in dubbio e il crimine dilaga più che mai in città, Bruce dovrà cercare di non farsi sopraffare dagli eventi mentre starà a Batman fermare i piani dei Children of Arkham e diventare l'eroe di cui Gotham ha bisogno.

## Modalità di gioco
Il videogioco risulta molto simile ad un film interattivo e si divide in cinque episodi dalla durata di circa un'ora e mezza. Il giocatore nei panni di Batman/Bruce Wayne dovrà intraprendere scelte di dialogo e decisioni cruciali che possono far cambiare il percorso intrapreso dalla storia in ciascun episodio. In alcuni livelli il giocatore potrà brevemente anche controllare il personaggio stesso. Durante i combattimenti il gioco è basato sui quick time event, fallendo più volte di premere i tasti indicati su schermo si rischia sempre più di fallire il combattimento e di portare il gioco in game over, mentre più si ha successo nei quick time events maggiore sarà la possibilità di effettuare una mossa speciale durante un combattimento. Il gioco fornisce inoltre la possibilità di esplorare la Batcaverna ed interagire col Batcomputer in alcuni momenti degli episodi, ed inoltre sarà possibile personalizzare il colore della tecnologia di Batman a proprio piacimento ogni volta che si inizia una nuova partita.

## Sviluppo
Il 19 marzo Telltale ha comunicato i primi dettagli del videogioco. In questa avventura il videogiocatore vestirà sia i panni di Batman che quelli di Bruce Wayne, infatti potrà decidere di cambiare il corso della trama, comportando delle conseguenze, proprio grazie alle scelte da prendere nei panni di entrambi. Il gioco si concentrerà esclusivamente sulla doppia vita di Bruce/Batman e non includerà i suoi alleati come Robin, Nightwing ecc., ma ci saranno comunque altri personaggi importanti come Alfred Pennyworth, James Gordon, Vicki Vale e Renee Montoya. Per quanto riguarda i nemici, invece, il team preferisce tenerli segreti fino a quando la serie non sarà prossima al debutto (tuttavia in un trailer si può notare di sfuggita la presenza di Catwoman). Dal punto di vista del design e grafico Telltale punta ad una rappresentazione non-fotorealistica dell'universo del Cavaliere Oscuro, ispirandosi a fumettisti quali Jim Lee, Greg Capullo e Neal Adams, e rendendo il tutto simile ad un fumetto. Inoltre, il gioco disporrà di una particolare modalità multiplayer chiamata "Crowd Play"; infatti, attraverso un URL dell'host, diversi videogiocatori potranno prendere parte alla partita e votare le scelte che riterranno più opportune. L'host potrà decidere se dare retta alle scelte degli altri giocatori, oppure fare di testa propria.

## Promozione
Il videogioco viene annunciato ufficialmente il 4 dicembre 2015 durante i The Game Awards attraverso un teaser trailer.
Il 12 giugno, all'E3, sono stati presentati i primi screenshot e i doppiatori dei personaggi:
- Bruce Wayne/Batman: Troy Baker
- Harvey Dent: Travis Willingham
- Selina Kyle/Catwoman: Laura Bailey
- Vicki Vale: Erin Yvette
- Carmine Falcone: Richard McGonagle
- Alfred Pennyworth: Enn Reitel
- James Gordon: Murphy Guyer

Inoltre, il 13 settembre in Nord America, e il 16 in Italia, verrà lanciata anche un'edizione fisica contenente un Season Pass che permetterà di scaricare tutti e cinque gli episodi della serie.
Il 19 luglio, durante il San Diego Comic-Con International, viene pubblicato il primo trailer che mostra immagini del gioco e che annuncia che il primo episodio, Realm of Shadows, uscirà il 2 agosto.
Il 2 settembre viene annunciato che il secondo episodio, Children of Arkham sarebbe stato pubblicato il 20 dello stesso mese.
Il 27 ottobre viene pubblicato il terzo episodio, New World Order.
Il 17 novembre viene pubblicato il trailer del quarto episodio, Guardian of Gotham in uscita il 22 dello stesso mese, e che mostra l'inclusione di nuovi nemici quali il Joker, il Ventriloquo e Victor Zsasz.

## Accoglienza
Il primo episodio, Realm of Shadows ha avuto un buon riscontro sia di critica che di pubblico, ma la versione per PC, proprio come successo per quella del precedente videogioco sul Cavaliere Oscuro, Batman: Arkham Knight, di Rocksteady Studios, ha mostrato problemi tecnici quali numerosi bug e cali di frame rate.

## Personaggi principali
Bruce Wayne/Batman 
Il protagonista del gioco. Quando aveva nove anni ha assistito all'omicidio di sua madre e di suo padre durante quella che sembrò una rapina, avvenuta all'uscita del Monarch Theatre dopo aveva assistito al suo film preferito: Il segno di Zorro. Divenuto l'erede del multimiliardario impero Wayne, giurò di dedicare la sua vita a combattere il crimine per fare in modo che nessun altro innocente patisse la stessa sorte dei suoi genitori; per realizzare questo obiettivo, intraprese un lungo viaggio nel mondo per perfezionare le sue abilità fisiche, combattive e intellettive per poi tornare nella sua città e diventare il famoso vigilante noto come Batman. In questo capitolo l'onestà dei suoi genitori, ed in particolare di suo padre Thomas Wayne, viene messa in dubbio da sconcertanti prove che vedono quest'ultimo complice di criminali quali Carmine Falcone e il corrotto sindaco di Gotham Hamilton Hill, proprio quest'ultimo tradì suo padre e fu il mandante dell'assassinio dei suoi genitori. Starà a Bruce riscattare il nome della sua famiglia rimediando ai crimini di suo padre sia come Bruce Wayne che come Batman. In base alle scelte del giocatore si può decidere il carattere di Bruce Wayne e in particolare di Batman, scegliendo se farlo comportare da nobile eroe o da violento vigilante che si trattiene solo dall'uccidere i suoi nemici ma che non si frena dal ferirli spesso gravemente; in alcune parti del gioco si potrà anche decidere se giocare nei panni di Bruce o Batman. L'armatura del Cavaliere Oscuro in questo gioco sembra liberamente ispirata a quella del Batman dei fumetti dei nuovi 52, anche per gli occhi bianchi luminosi tipici dei fumetti, inoltre si presenta molto tecnologica con controllo wireless della Batmobile e dei Bat-droni e con un sistema che si connette automaticamente al Batcomputer per aiutare Batman nelle sue indagini o a pianificare le sue strategie d'attacco. In particolare gli occhi della tuta di Batman si illuminano del colore del Batcomputer scelto dal giocatore quando il Cavaliere Oscuro vi si connetterà nel gioco tramite la sua Batsuit. La tuta è inoltre antiproiettile anche alle armi di grosso calibro ma solo per quel che riguarda il cappuccio, il mantello, il simbolo del pipistrello sul petto e gli avambracci (che spesso Batman usa per proteggersi il volto quando si lancia contro un nemico armato), risultando comunque vulnerabile sul resto del corpo alle armi da fuoco. Nell'episodio 5 in base alle scelte compiute dal giocatore nel corso del gioco, Batman dovrà ricorrere ad un nuovo costume che potrà essere un'armatura completamente antiproiettile e tecnologica provvista di molti nuovi gadget, risultando tuttavia piuttosto pesante. L'altra tuta ottenibile nell'episodio 5, in alternativa alla precedente è uno dei primi modelli di Batsuit e pur risultando più leggera, non è molto protettiva ed è vulnerabile alle armi da fuoco e anche a molti danni da combattimento in generale, ad eccezione del cappuccio antiproiettile. Sin dall'inizio si può scegliere quale colore far avere all'high tech di Batman, al Batcomputer e ai suoi gadget: gli occhi di Batman assumeranno questo colore ogni volta che lui si collegherà alla modalità Detective del Batcomputer. Doppiato da Troy Baker.
 Alfred Pennyworth 
Il fedele maggiordomo di Bruce Wayne, per il quale dopo la morte dei genitori diviene anche una sorta di figura paterna; dopo la scelta del suo protetto diviene anche un prezioso alleato per Batman. Tenta sempre di mantenere Bruce sulla retta via e di indurlo a trattenersi con i criminali contro i quali combatte ricordandogli il motivo per cui è diventato Batman: combattere le ingiustizie e il crimine senza mai lasciare che i suoi principi e la sua morale vengano compromessi. Sebbene fosse a conoscenza della verità sui coniugi Wayne, Alfred ha mantenuto il segreto per anni per risparmiare a Bruce il dolore di dover scoprire che la sua famiglia non era onesta come aveva sempre creduto; quando però non potrà più farne a meno racconterà tutta la verità a Bruce sui suoi genitori e gli chiederà di perdonarlo per non averlo fatto prima (la decisione di perdonarlo o meno spetta al giocatore). Nell'ultimo episodio verrà catturato da Vicky Vale, che proporrà a Batman di togliersi la maschera per liberarlo; il giocatore può decidere se attaccare o meno Vicky: se si deciderà di attaccarla questa ferirà gravemente Alfred ad un occhio ma Batman riuscirà comunque a batterla, mentre se si sceglierà di far togliere la maschera a Bruce quest'ultimo, rimasto senza la protezione del cappuccio, verrà ferito ad un orecchio ma alla fine la sconfiggerà ugualmente mentre Alfred si salverà senza alcun danno. Doppiato da Enn Reitel.
 Selina Kyle/Catwoman 
La "ladra felina" che costituisce il primo nemico del gioco. Appena arrivata in città viene incaricata dal Pinguino di infiltrarsi nel municipio e fingere un furto al portavalori per poter entrare nell'ufficio del corrotto sindaco Hill e ottenere prove incriminanti il boss mafioso Carmine Falcone, complice di Hill; qui però la ladra viene fermata da Batman che, dopo un lungo combattimento, la sconfigge e le sottrae gli oggetti rubati nonché le prove possedute da Hill che incastrano Falcone (alla fine dello scontro, tuttavia, Catwoman riesce a sfuggire all'Uomo Pipistrello dileguandosi). A seguito di alcune lievi ma visibili escoriazioni che entrambi hanno riportato, incontrandosi successivamente nei panni di Bruce Wayne e Selina Kyle i due si riconosceranno apprendendo quindi le rispettive identità segrete. Diverso tempo dopo i due collaboreranno contro il Pinguino, intenzionato a catturare Catwoman per non aver portato a termine il lavoro che le aveva affidato. Alla fine del secondo episodio si può decidere se salvare Selina dagli uomini del Pinguino o Harvey Dent, che stava per venire attaccato dal Pinguino stesso: nel caso si preferisca Dent a Catwoman quest'ultima, che era già stata colpita di striscio da un proiettile sparato dal Pinguino, verrà ferita alla spalla da un secondo sparo di uno degli uomini del Pinguino ma riuscirà comunque a fuggire, sebbene malconcia e rancorosa nei confronti di Batman; nel caso si scelga di salvare Catwoman, questa rimarrà in buoni rapporti con Bruce Wayne che, dopo l'attacco subito da Selina, la porterà a riposare a villa Wayne, dove tra i due sembrerà nascere un sentimento reciproco. Nel terzo episodio salverà la vita a Batman e in base alla scelta del giocatore i due potranno passare una notte d'amore insieme: se si consiglia a Selina di fuggire da Gotham questa non comparirà nel quarto episodio, mentre se le si consiglia di nascondersi a villa Wayne comparirà brevemente per poi fuggire ugualmente da Gotham. Nell'ultimo episodio si scopre essere stata assoldata da Lady Arkham per sottrarre alla Wayne Enterprises un dispositivo in grado di bypassare tutti i sistemi di sicurezza prodotti dalla Wayne Tech, ma dopo essere stata scoperta da Bruce deciderà di consegnare a lui il dispositivo. Il giocatore può decidere se rimanere in buoni rapporti con lei o meno a seguito di questo episodio. Eseguendo le scelte giuste sarà possibile lasciarsi con un bacio e alla fine del gioco Selina invierà una cartolina con su raffigurato un gatto nero. Doppiata da Laura Bailey.
 James Gordon 
Uno dei più grandi alleati di Batman nella lotta al crimine nonché uno dei pochi poliziotti onesti della città. In questo gioco Gordon non è ancora commissario ma tenente del GCPD e, a differenza degli altri agenti, si fida di Batman e lo reputa un alleato: per questo motivo si trova spesso a dover difendere Batman dai suoi agenti ordinando loro di non sparargli e a volte discute con lo stesso Batman in quanto non condivide i metodi violenti che l'Uomo Pipistrello adotta spesso con i criminali che combatte (Gordon preferirebbe che Batman si trattenesse di più in modo da migliorare la sua immagine pubblica e la sua reputazione con gli altri poliziotti). Durante l'episodio uno si potrà decidere di affidare a lui le prove incriminanti su Falcone che Batman riuscirà a sottrarre a Catwoman mentre nel terzo Gordon farà costruire il Bat-segnale per chiamare Batman in caso di necessità; continuerà a collaborare con Batman e Bruce negli episodi seguenti contro criminali quali il Pinguino, Harvey Dent e i Children of Arkham. Alla fine del gioco diventa commissario. Doppiato da Murphy Guyer.
 Harvey Dent 
Il procuratore distrettuale di Gotham nonché uno dei migliori amici di Bruce Wayne, che supporta economicamente la sua campagna elettorale per diventare sindaco in quanto crede che possa eliminare il crimine e la corruzione da Gotham. Dent sembra un procuratore distrettuale onesto e moralmente integro seppure ambizioso, in quanto disposto ad invitare Carmine Falcone ad un suo comizio elettorale pur di ottenere voti dal boss. Nell'episodio due rischierà di venire ucciso dal Pinguino e alla fine si dovrà decidere se salvare lui o Catwoman. Nel caso si preferisca Catwoman a Dent, quest'ultimo finirà per venire colpito violentemente da un riflettore rovente che gli verrà scagliato contro dal Pinguino e che gli esploderà sul lato destro del viso. Sebbene Batman riuscirà comunque ad impedire che il criminale gli dia il colpo di grazia, Harvey rimarrà comunque sfigurato in malo modo cosa che contribuirà a fargli acquistare una seconda personalità malvagia e senza scrupoli, rendendolo noto come il super criminale Due Facce. Salvando invece Harvey questi verrà ferito solo superficialmente durante l'attacco del Pinguino e ciò gli permetterà di mantenere la sua immagine di procuratore distrettuale onesto. Dopo l'omicidio da parte del Pinguino del sindaco Hill, Dent diverrà il nuovo sindaco di Gotham ma anche nel caso in cui Dent non sia diventato fisicamente Due Facce (se si è salvato lui in alternativa a Selina), Harvey rischierà comunque di acquisire la personalità malvagia di Due Facce dopo l'attentato da lui subito per mano dei Children of Arkham, cosa che tuttavia si può prevenire almeno in parte dandogli una chance di redenzione grazie alle nostre scelte. Nell'episodio 3 verrà aggredito di nuovo dai Children of Arkham intenti ad eliminarlo subito dopo essere stato dimesso dall'ospedale a seguito dell'attacco da lui subito nell'episodio 2. Batman dovrà scegliere se aiutarlo o aiutare Renee Montoya impegnata in uno scontro a fuoco con altri membri dei Children of Arkham dall'altra parte della città. Nel caso si preferisca Renee, ad Harvey, quest'ultimo eliminerà brutalmente i membri dei Children of Arkham mostrando i primi segni di instabilità psicologica e violenza della sua seconda personalità, Due Facce. Harvey continuerà a rivelare la sua duplice personalità anche durante un colloquio con Bruce nel quale perderà il controllo iniziando a parlare di come dovrebbe sottoporre Gotham ad una vigilanza continua e forzata per prevenire le minacce. Dopo aver trovato Bruce Wayne a casa di Selina Kyle (con cui Harvey aveva avuto una breve relazione), Harvey inizierà sempre più a dubitare del suo ex migliore amico e la sua parte malvagia sembrerà prendere il sopravvento, infatti arriverà a far rinchiudere Bruce nel manicomio di Arkham dopo che questi verrà drogato da Lady Arkham e istigato ad aggredire pubblicamente Oswald Cobblepot. Inoltre nell'episodio 4, Harvey fonda un suo corpo di polizia privato, molto violento e ben armato con il quale tenta di schiavizzare Gotham, imponendo la legge marziale sulla città e creando numerosi posti di blocco e avamposti paramiliatari pur di mantenerla "al sicuro". Tuttavia Harvey finirà per perdere del tutto il senno, ormai corrotto dal potere e i suoi buoni ideali distorti dallo stress e dalla paura. Infatti, Dent finirà per incaricare i suoi uomini di far esplodere un intero quartiere della città solo per riuscire a distruggere un nascondiglio dei Children of Arkham, il che risulterà in numerose vittime di civili innocenti. Inoltre Harvey incaricherà la sua task force privata di eliminare anche il tenente Gordon, che però verrà salvato da Batman. Dent si servirà delle sue forze speciali anche per attaccare villa Wayne col solo scopo di vendicarsi di Bruce e del fatto che quest'ultimo (secondo lui) gli ha portato via Selina. Verso la fine dell'episodio 4 si potrà decidere se aiutare Alfred ad affrontare Due Facce a villa Wayne o sconfiggere Cobblepot alla Wayne Tower. Se si deciderà di aiutare Alfred, Bruce nei panni di Batman correrà a villa Wayne per sconfiggere gli scagnozzi di Dent grazie all'aiuto di un suo nuovo Gadget in grado di far infestare tutta villa Wayne da tutti i pipistrelli che erano reclusi nella batcaverna. Batman sconfiggerà dunque tutti gli uomini dell'unità di polizia corrotta di Dent picchiandone molti e costringendone altri alla ritirata e infine metterà fuori combattimento Dent stesso, nonostante quest'ultimo fosse armato di un potente fucile automatico carico di proiettili esplosivi. Harvey si ustionerà inoltre su tutta la parte destra del corpo quando Batman farà inceppare il suo fucile con un Batarang per salvare Alfred che era sottotiro. In questo modo la carica esplosiva del fucile di Dent scoppierà contro di lui stesso ustionandolo in particolar modo al braccio e alla gamba. Nel caso Dent fosse già sfigurato al volto, in questo modo Harvey incrementa ulteriormente la sua trasformazione in Due Facce. Sconfitto da Batman, successivamente Dent viene arrestato da Gordon e al Cavaliere Oscuro spetta la decisione su dove farlo incarcerare. Il giocatore dovrà quindi decidere se considerare Dent ormai un pazzo senza speranza e completamento succube della personalità malvagia nota come Due Facce, facendolo quindi rinchiudere nel manicomio di Arkham o se credere che Harvey abbia ancora una possibilità di redenzione e farlo incarcerare nel penitenziario di Blackgate come un criminale comune. Se invece si sceglierà di sconfiggere Oswald in alternativa ad Harvey, Bruce consiglierà ad Alfred di rifugiarsi nella bat caverna con Lucius Fox (nel caso si abbia scelto di farlo lavorare privatamente per Bruce nel terzo episodio). Sconfiggendo il Pinguino, Batman non perde il controllo della sua tecnologia ma in questo modo permetterà a Dent di bruciare Villa Wayne. In questo caso inoltre Dent rimarrà a piede libero e si dovrà affrontarlo nell'ultimo episodio cercando di farlo ragionare nei panni di Bruce cercando di convincerlo a costituirsi e a lottare contro la sua personalità malvagia oppure battere in astuzia Due Facce e farlo arrestare con la forza prima che possa uccidere i suoi ostaggi tra cui la sua segretaria, il reporter Jack Ryder e diverse altre persone. Doppiato da Travis Willingham.
Vicki Vale
Il cui vero nome in questo gioco è Victoria Arkham, è una reporter del Gotham Gazette si autoinvita al comizio elettorale di Harvey Dent a villa Wayne per parlare con Bruce Wayne riguardo al suo appoggio alla campagna elettorale di Dent. Il giocatore potrà scegliere se fidarsi di lei o trattarla con diffidenza durante il gioco, sebbene lei si dimostrerà sempre intenzionata ad aiutare Bruce anche a seguito dello scandalo mediatico riguardante la sua famiglia. Si può anche decidere di fornire a lei le prove della attività criminali del boss Carmine Falcone in alternativa a Jim Gordon. Alla fine dell'episodio 3, viene rivelato che in realtà è lei il leader dei Children of Arkham. Nel quarto episodio sterminerà la sua intera famiglia (i suoi genitori adottivi). Fortunatamente il fratellastro verrà aiutato da Batman e salvato da Gordon e Montoya. Nella fine del quinto episodio Batman si scontrerá con Vicky e riuscirà a sconfiggerla dopo un lungo e cruento combattimento, dopodiché ella tenterá di fuggire ma verrà travolta da un ammasso di macerie collassato nel tempio dove si erano scontrati. Doppiata da Erin Yvette.
Carmine Falcone
Ambizioso e senza scrupoli Boss della famiglia mafiosa più potente di Gotham i Falcone. Verrà invitato a Villa Wayne da Harvey Dent, per ottenere il suo appoggio nella sua campagna elettorale ma Falcone richiederà invece un colloquio privato con Bruce Wayne nel quale parlerà a quest'ultimo di una possibile alleanza tra la sua "organizzazione" e la Wayne Enterprises, facendo leggere tra le righe le sue vere intenzioni: nel caso Bruce si allei con Falcone, egli darà il suo appoggio alla campagna elettorale di Harvey ma sempre a patto che quest'ultimo e Bruce chiudano un occhio sulle attività illegali dei Falcone mentre Harvey in qualità di sindaco si concentrerà sugli altri crimini della città. Durante tale colloquio Falcone farà inoltre chiaramente capire di conoscere il padre di Bruce e di aver fatto lo stesso patto con lui in passato. Il giocatore potrà decidere se far assecondare Falcone da Bruce in modo da permettere ad Harvey di avere il suo appoggio o se invece non volere avere niente a che fare con il boss mafioso inimicandosi quindi la famiglia Falcone. Dopo varie indagini e dopo aver decifrato il file criptato sottratto dall'ufficio del sindaco Hill da Catwoman, Batman otterrà delle prove riguardo alle attività criminose di Falcone che permetteranno alla polizia di incarcerarlo e sgominare il suo impero criminale. Quindi Batman rintraccerà Falcone grazie ai suoi droni e lo attaccherà di sorpresa sgominando i suoi scagnozzi e arrestandolo alla fine dell'episodio uno. Il giocatore potrà decidere se diventare un paladino della giustizia mostrandosi misericordioso nei confronti di Falcone e arrestarlo solamente o se fare di lui un esempio per la criminalità locale continuando ad infierire su di lui anche dopo averlo sconfitto ferendolo brutalmente prima di lasciarlo alla polizia. Successivamente Falcone racconterà a Batman della sua alleanza con Thomas Wayne definendo i Wayne come "i più grandi gangster della città". Nel secondo episodio Bruce crederà Falcone responsabile della commissione dell'omicidio dei suoi genitori e lo andrà a trovare in ospedale per avere una sua confessione in merito, ma Falcone negherà tutto poco prima di venire ucciso dalla sergente Renee Montoya. Doppiato da Richard McGonagle.
Renee Montoya
È la sergente del GCPD, lavora per il tenente Gordon. A differenza di quest'ultimo, lei diffida di Batman, ma appoggia Bruce Wayne malgrado le prove sorte di recente contro la sua famiglia. Le verrà somministrato il farmaco dei Children of Arkham dagli uomini del Pinguino, che sfrutteranno il suo odio nei confronti di Carmine Falcone per indurla ad eliminarlo contro la sua volontà, mentre il boss si trovava recluso nell'ospedale carcerario del GCPD. Nell'episodio 3 è possibile scegliere se aiutare lei o Harvey Dent contro i Children of Arkham, nel caso si aiuti lei, la donna chiederà scusa a Batman per averlo ritenuto un criminale, ma nel caso si preferisca Harvey lei rinuncerà al suo ruolo di sergente e tornando ad essere un poliziotto semplice, non sentendosi più degna della carica di sergente in quanto responsabile per aver messo in pericolo diversi uomini di polizia per aver tentato di sgominare i piani dei Children of Arkham da sola. Dopo essere tornata in servizio aiuterà Batman e Gordon contro i Children of Arkham compiendo sporadiche apparizioni negli episodi seguenti. Doppiata da Krizia Bajos.
Hamilton Hill
È il corrotto sindaco di Gotham City nonché complice del boss Carmine Falcone ed ex complice di Thomas Wayne. Attualmente è sotto ricatto da parte del Pinguino il quale vuole ottenere da lui le prove della corruzione dei suoi complici, la famiglia Falcone e Thomas Wayne. Avversario di Dent alle elezioni, nel secondo episodio del gioco Hill verrà ucciso dallo stesso Pinguino, voglioso di vendetta per quanto accaduto a sua madre. Prima di essere ucciso confesserà al Pinguino di essere stato lui il mandante dell'omicidio di Thomas e Martha Wayne sperando che Oswald gli risparmi la vita, ma verrà eliminato in ogni caso dal super criminale. In seguito veniamo a sapere che Hill fece uccidere i coniugi Wayne per non rischiare che Martha, la moglie di Thomas, convincesse quest'ultimo a costituirsi o rivelasse lei stessa alla polizia dei crimini del marito e della sua collaborazione con Falcone e lo stesso Hill. Doppiato da Robert Pescovitz.
Oswald "Oz" Cobblebot/il Pinguino
In questa gioco "il Pinguino" presenta diverse differenze rispetto alle altre versioni del personaggio. Infatti in primo luogo non presenta un fisico basso e tarchiato che ricorda per l'appunto un Pinguino, ma è solito indossare una maschera dell'animale. Inoltre contrariamente ai fumetti, in questo gioco viene detto che Oswald fu un amico d'infanzia di Bruce Wayne fino a quando la famiglia Cobblepot cadde a pezzi dopo che sua madre venne ricoverata a seguito di un esaurimento nervoso nel manicomio di Arkham, cosa che portò suo padre al suicidio. La famiglia Cobblepot possedeva un parco in città, ora finito in malora e in esso è presente una statua del padre di Oswald, il quale sembra invece avere le sembianze proprio del personaggio del Pinguino classico con tanto di monocolo. Recentemente Oz ha scoperto la verità riguardo alla sua famiglia, e che fu Thomas Wayne a far ricoverare sua madre nel manicomio di Arkham benché ella non avesse alcun reale problema psicologico prima di venire visitata da lui. Furono infatti le cure di Thomas Wayne che fecero impazzire Esther, la madre di Oswald, cosa che a quanto pare Thomas Wayne fece anche com molte altre persone che erano in realtà sane di mente e che furono portate alla pazzia e recluse ad Arkham per fare favori a Carmine Falcone e al sindaco Hill. Pertanto Oswald vorrà vendetta verso la sua famiglia e dopo essersi creato l'alterego de "il Pinguino", con l'aiuto della gang nota come i "Children of Arkham" deciderà di dare il via a Gotham ad una rivoluzione volta a sgominare tutti i potenti e i corrotti della città prendendo tre persone come bersagli principali: Carmine Falcone, il sindaco Hill e Bruce Wayne (il suo ex migliore amico che ora Oswald considera erroneamente corrotto al pari di suo padre Thomas). Per dare il via al suo piano il Pinguino ha fatto diffondere ai media locali le prove della corruzione della famiglia Wayne ottenute dal sindaco Hill, e si è alleato con Lady Arkham, leader della gang di terroristi nota come i Children of Arkham, che si serve di uno speciale farmaco che induce le persone ad entrare nel panico o ad agire secondo i loro impulsi basilari senza freni inibitori. Servendosi di tale farmaco Lady Arkham e il Pinguino indurranno Renee Montoya ad uccidere Carmine Falcone, per poterlo rimpiazzare nella scala gerarchica della criminalità di Gotham. Successivamente il Pinguino ucciderà il sindaco Hill e prenderà in ostaggio Harvey Dent e Catwoman e la decisione su chi salvare dei due spetterà al giocatore. Avendo mantenuto la sua identità segreta, Oswald Cobblepot ne approfitterà per ripulire la sua fedina penale con l'aiuto dei Children of Arkham (che saboteranno il database e i sistemi di comunicazione del GCPD) e per venire nominato nuovo CEO della Wayne Enterprises, in quanto Bruce Wayne verrà mal visto dall'opinione pubblica e dalla maggior parte dei suoi soci a causa dello scandalo riguardante la sua famiglia. Lady Arkham indurrà Bruce ad attaccarlo grazie al suo farmaco per farlo credere pazzo e violento e farlo rinchiudere nel manicomio di Arkham in modo da lasciare il terreno spianata a Oswald. Il Pinguino si servirà quindi della sua posizione per hackerare i dispositivi high tech e i gadget di Batman e prenderne il controllo e perciò Batman dovrà decidere se fermare lui o Due Facce nell'episodio 4. Nel caso si decida di fermare Oswald alla Wayne Tower, Batman si introdurrà alla Wayne Enterprises e metterà fuori combattimento gli uomini del Pinguino per poi vedersela col Pinguino stesso che sfruttando alcuni dispositivi high tech prodotti dalla Wayne Enterprises migliorerà considerevolmente le sue abilità combattive di ex pugile dilettante ma verrà comunque sconfitto da Batman che gli fratturerà inoltre una gamba per poi lasciarlo alla polizia dopo averlo smasherato. Batman manterrà inoltre il controllo della sua tecnologia e Lucius Fox potrà terminare per lui un'armatura speciale molto resistente e high tech. Alternativamente sconfiggendo Due Facce nell'episodio 4, il Pinguino riuscirà a compromettere la tecnologia di Batman che tuttavia gli impedirà di ottenere il pieno controllo dei suoi gadget e del suo high tech mettendo fuori uso il Batcomputer. Nell'episodio 5 Batman dovrà quindi affrontare i Children of Arkham comandati dal Pinguino che tuttavia avendo il vantaggio del controllo (seppur parziale) della tecnologia di Batman riusciranno a mettere fuori uso la sua tuta e ad uccidere il commissario Grogan (in alternativa se si è sconfitto il Pinguino nel quarto episodio saranno invece gli uomini dell'unità corrotta di Dent ad uccidere il commissario). Bruce dovrà quindi cercare di fermare lui stesso il Pinguino (con l'aiuto di Gordon) senza assumere la personalità di Batman e alla fine riuscirà nell'intento con Oswald che rimarrà schiacciato dalla statua di suo padre che gli romperà una gamba, prima di venire arrestato. Successivamente Bruce indosserà uno dei primi prototipi di armature di Batman, poco protettivo ma comunque funzionale, per affrontare Lady Arkham (in alternativa all'armatura high tech nel caso si fosse scelto di sconfiggere il Pinguino nell'episodio 4 invece che nel 5). Doppiato da Jason Spisak.
Blockbuster
Nel secondo episodio è il braccio destro del Pinguino, trattasi dell'uomo molto alto, forte e resistente che presenta la pelle di una colorazione blu malsana e con diverse vene molto visibili e pulsanti su tutto il corpo. Questo strano aspetto è una conseguenza dovuta ad un'eccessiva dose di steroidi sperimentali che fu a lui somministrata per guarirlo da una rara malattia. Scegliendo un determinato dialogo il Pinguino potrebbe chiamarlo per nome, "Roland", facendoci quindi capire che si tratta di Roland Desmond, ovvero il secondo Blockbuster dei fumetti. A differenza della versione cartacea del personaggio, in questa versione Blockbuster ha delle sembianze più umane e meno mostruose. Infatti a parte la colorazione bluastra della pelle, in questo gioco Blockbuster risulta essere un uomo normale solo molto alto e che possiede una forza e una resistenza fuori dal comune al punto da tenere testa in combattimento a Batman, i cui attacchi sortiscono scarsi effetti su di lui. Tuttavia alla fine del secondo episodio Batman riuscirà ad avere la meglio su Blockbuster grazie all'utilizzo dei suoi gadgets, e a farlo arrestare. Appare di nuovo recluso nell'Arkham Asylum negli episodi 4 e 5. Doppiato da Steven Blum.
Lady Arkham
Il capo della banda di terroristi nota come i Children of Arkham, nonché complice del Pinguino. Compare per la prima volta nel secondo episodio del gioco durante il quale la sua vera identità sarà ignota. Indossa una maschera bianca che gli cela completamente il viso e che gli dà un aspetto inquietante simile ad un teschio, ed è vestito con quello che sembra un lungo impermeabile. Inoltre parla con una voce camuffata. Questo misterioso individuo ha sfruttato il rancore provato da Cobblepot verso i responsabili di quanto accaduto a sua madre per convincerlo delle sue idee ed ottenere la sua complicità per avviare il suo piano di "rivoluzione" a Gotham. Si serve di un farmaco psicotropo per indurre le sue vittime ad uno stato di paura o per controllarle e costringerle ad agire secondo i loro impulsi primordiali. Malgrado alcune similitudini con il personaggio dello Spaventapasseri nell'episodio 3 ci viene rivelata la sua vera identità: Lady Arkham, pseudonimo di Vicki Vale che si è avvicinata a Bruce Wayne per poterlo in realtà tradire ed iniettargli il suo farmaco della paura con cui indurlo ad attaccare Oswald Cobblepot pubblicamente e a venire rinchiuso nel manicomio di Arkham. Lady Arkham presenta un particolare costume che sembra dotato di stivali a prepulsione in grado di aumentare di colpo la velocità dei suoi movimenti e di conseguenza la violenza dei suoi calci ed impugna inoltre un bastone in grado di scagliare potenti onde elettromagnetiche. Il lead designer del personaggio di Lady Arkham ha rivelato il background della storia di questo personaggio e di come Vickie Vale ne ha assunto la personalità: "dopo gli abusi subiti in casa Vale, Vickie è diventata un'adulta piena di rabbia. Quindi si dedicò all'apprendimento di varie forme di arti marziali con grande determinazione. Ma i suoi problemi di rabbia e la sua sete di vendetta le resero difficile attenersi a un sistema o a un insegnante per molto tempo, con il risultato che apprese insegnamenti, mosse e tecniche ovunque e da chiunque potesse. Quando divenne una giornalista professionista, i suoi viaggi in tutto il mondo e soprattutto la sua carriera di corrispondente di guerra, la misero in contatto con altri stili, altri maestri, soprattutto mercenari e soldati professionisti con i quali trascorreva lunghi periodi di tempo, imparando da loro tutto ciò che poteva.
Durante il suo servizio sulla guerra civile a Corto Maltese, recuperò diversi pezzi di tecnologia che erano stati rubati dai ribelli da una struttura dei laboratori S.T.A.R., tra cui il bastone della forza (capace di generare potenti onde d'urto) e un paio di stivali gravitazionali (capaci di fornire più spinta ai salti e più potenza ai calci). Facendo tutto ciò che era in suo potere per entrare in possesso di questi oggetti e chiedendo ogni favore possibile, Vicki riuscì a farseli spedire a casa sua in America, mentre l'identità di Lady Arkham cominciava a prendere forma nella sua mente.
Inoltre, durante il combattimento con Batman, nel suo nascondiglio sotto il manicomio di Arkham, Vickie aveva assunto una serie di potenti stimolanti e antidolorifici sperimentali. Se si presta attenzione, si può notare che c'è un piccolo laboratorio chimico sopra uno degli altari nel nascondiglio di Lady Arkham. Infatti, mentre produceva il siero usato per far temporaneamente impazzire le persone (che aveva somministrato anche a Bruce), Vickie usava tale nascondiglio anche per preparare gli stimolanti e antidolorifici che assumeva per incrementare la sua resistenza fisica e sopportare i colpi sferrati da Batman". Doppiata da Steven Blum.
Lucius Fox
Lavora alla Wayne Enterprises ed è un prezioso amico ed alleato di Bruce e di conseguenza del Cavaliere Oscuro, avendolo aiutato a costruire la maggior parte dei suoi gadget ed una rete di comunicazione in grado di dargli accesso a tutti i dispositivi della città. Sfortunatamente la rete è stata sabotata dai Children of Arkham che se ne sono serviti per spiare il GCPD. A seguito della rimozione di Bruce Wayne dalla sua posizione di CEO della Wayne Enterprises, Lucius non sarà più sicuro di voler rimanere a lavorare per la compagnia. Il giocatore può scegliere se farlo rimanere a lavorare alla Wayne Enterprises per tenere d'occhio il nuovo CEO, Oswald Cobblepot, o se far decidere a Bruce Wayne di chiedere a Lucius di andare a lavorare per lui personalmente nella Bat Caverna, in modo tale che Lucius possa continuare ad aiutarlo nella sua lotta al crimine, costruendo nuovi gadget e progetti per lui. Doppiato da Dave Fennoy.
John Doe
Un misterioso paziente del Manicomio di Arkham dalla pelle totalmente bianca, dai capelli verdi e da un ghigno malefico accompagnato da un macabro senso dell'umorismo. A sua detta non ricorda nulla della sua vita prima di Arkham e la sua stessa incarcerazione nel manicomio criminale è un mistero: nessuno ne dottori, ne pazienti sanno quando vi sia stato portato o le cause dei suoi disturbi mentali. Non avendo un'identità è conosciuto all'interno dell'ospedale con lo pseudonimo di John Doe. Inoltre, sembra conoscere parecchi dettagli di Vicki Vale/Lady Arkham e dei crimini di Thomas Wayne. Nel quarto episodio aiuterà Bruce ad essere dimesso dal manicomio di Arkham, chiedendogli in cambio di fargli un favore da lui non specificato quando anch'egli lascerà Arkham. Il giocatore potrà decidere se acconsentire o meno a tale richiesta, o se dire a John che lui non lascerà mai Arkham. In ogni caso John deciderà comunque di aiutare Bruce e in seguito si potrà scegliere se approfittare di una rissa fomentata da John nel manicomio per andare a telefonare al commissario Gordon o agli avvocati della famiglia Wayne per essere dimessi dal manicomio, con la conseguenza che la rissa porterà alla morte di alcuni infermieri per mano di Victor Zsasz, oppure rinunciare a telefonare e far intervenire Bruce per immobilizzare Zsasz e impedirgli di uccidere, con il risultato che Bruce verrà riportato in cella (venendo comunque dimesso dopo essere stato reputato troppo pericoloso per la sua l'incolumità e quella degli altri detenuti trattenerlo ad Arkham). John ricompare ancora sempre ad Arkham, mentre osserva con ammirazione Batman battersi con i pazzi del manicomio liberati da Lady Arkham. Successivamente a fine episodio 5 John appare ancora una volta in un bar a bere un drink (lo stesso bar dell'episodio 2) intento a guardare la televisione che mostrava venire messo in atto un attentato alla vita di Bruce Wayne o del nuovo commissario James Gordon compiuto probabilmente da un simpatizzante dei Children of Arkham. John riderà divertito vedendo l'attentatore venire messo fuori combattimento da Bruce Wayne o Batman (in base a come il giocatore ha scelto di intervenire) che è corso in aiuto della polizia. Anche se è implicito, l'aspetto di questa versione del Joker (pelle completamente pallida, capelli verdi e ampio sorriso risultato di una deformazione) suggerisce che John Doe prima di essere ricoverato ad Arkham, abbia avuto un destino simile a quello narrato in Batman: The Killing Joke. Tale back story del Joker parlava di un comico fallito ingaggiato dalla mafia per impersonare il famoso criminale noto come "Red Hood" per una rapina in uno stabilimento industriale. Sorpreso dalla polizia e da Batman, costui è poi accidentalmente caduto in una vasca d'acido che ha cambiato il suo aspetto in maniera irreversibile. Lo shock dovuto alla visione del suo nuovo terrificante e innaturale aspetto, combinato ad uno stato mentale già precario (moglie incinta deceduta in un incidente e situazione economica disastrosa), lo ha portato alla pazzia. Da quel giorno iniziò a ridere incontrollabilmente, sviluppando una grande propensione per la violenza e dimenticando tutto o quasi della sua vita precedente. Malgrado ciò la versione di Telltale (John Doe), a differenza di quella di The Killing Joke, completerà del tutto la sua trasformazione nel Joker, solo nella seconda stagione. Doppiato da Anthony Ingruber.
Commissario Grogan
Compare solo negli ultimi due episodi. Era il commissario di polizia di Gotham e sebbene inizialmente sembri non fidarsi di Batman alla fine gli salverà la vita proteggendolo dai Children of Arkham o dal corpo di polizia corrotto fondato da Dent (in base alla scelta di fermare il Pinguino o Due Facce dell'episodio 4) e verrà ucciso da questi. Il suo posto in qualità di commissario verrà preso dal tenente James Gordon. Prima di morire il commissario aveva dimostrato il suo cambiamento di opinione nei confronti del Cavaliere Oscuro esprimendo la sua fiducia in Batman.
Thomas & Martha Wayne
I genitori di Bruce che vennero uccisi a colpi di pistola da Joe Chill nel vicolo di Crime Alley all'uscita del Monarch Theater dove avevano assistito al film preferito di loro figlio Bruce che all'epoca del loro omicidio aveva appena nove anni. Thomas era un dottore e un chirurgo di successo nonché fondatore della Wayne Enterprises, società dal valore di miliardi di dollari mentre Martha apparteneva ad una delle famiglie più benestanti di Gotham. Per anni il loro omicidio fu considerato un tentativo di rapina e i coniugi Wayne furono visti come due martiri e paladini della giustizia che si erano sempre battuti per rendere Gotham un posto migliore. Tuttavia in questo gioco alla fine dell'episodio due veniamo a sapere che fu il sindaco Hill a commissionare il loro omicidio a Joe Chill. All'inizio del gioco Bruce Wayne aveva fornito stanziamenti al comune di Gotham per far costruire un nuovo Ospedale psichiatrico per i soggetti a rischio della città, inaugurandolo col nome dei suoi genitori in modo che nessun altro in città potesse patire il loro stesso destino. Tale struttura, denominata "Thomas and Martha Wayne Memorial Hospital", sarebbe stata volta a sostituire l'ormai decadente e mal visto manicomio di Arkham dove si vociferava che per anni furono condotti esperimenti disumani sui pazienti. Ma proprio nel giorno dell'anniversario della morte dei genitori di Bruce, i giornali locali ricevono prove riguardo alla loro complicità con il criminale Carmine Falcone e la sua Mafia. Malgrado all'inizio Bruce si rifiuti di credere che i suoi genitori fossero dei corrotti, alla fine dovrà arrendersi alle prove che gli verranno fornite da Carmine Falcone e dal corrotto sindaco Hamilton Hill dai quali verrà a sapere della loro collaborazione con suo padre Thomas. Sua madre Martha aveva tentato più volte di dissuadere Thomas dal fare affari con la malavita di Gotham, ma quest'ultimo non le aveva dato ascolto. A causa di ciò Martha iniziò a minacciare Thomas di andare lei stessa alla polizia per rivelare i suoi crimini se non avesse cessato ogni collaborazione con Falcone e il sindaco Hill, ma proprio quest'ultimo, che era venuto a conoscenza di tutto ciò, per non correre rischi decise di mettere a tacere entrambi i coniugi Wayne facendoli giustiziare. Molti anni dopo la loro morte, durante gli eventi del gioco, il Pinguino e il Leader dei Children of Arkham mostrano pubblicamente un filmato in cui è possibile vedere Thomas Wayne che fa drogare la madre di Oswald Cobblepot affinché impazzisse in modo da far recludere la donna a vita ad Arkham. La motivazione di tale gesto fu il fatto che la famiglia Cobblepot si era in precedenza rifiutata di vendere un terreno alla famiglia Wayne. A detta dei media locali i Children of Arkham hanno reso pubblica una lunga lista riguardante le vittime che furono portate alla pazzia da Thomas Wayne e recluse nel manicomio di Arkham per fare dei favori a Carmine Falcone. Gli Wayne avrebbero poi costruito la loro fortuna sulla terra rubata ai Cobblepot. Entrambi i genitori di Bruce compaiono nel gioco in un flashback all'inizio del secondo episodio. Thomas doppiato da Troy Baker. Martha doppiata da Lorri Holt.
Joe Chill
L'assassino dei genitori di Bruce Wayne. In questa versione Chill è un killer a pagamento assunto per omicidi su commissione da diversi criminali della città tra cui Carmine Falcone e il sindaco Hill. Fu proprio Hill ad assumere Chill per l'assassinio dei coniugi Wayne poiché, a sua detta, Thomas Wayne stava attirando troppa attenzione sulla loro organizzazione. La vera motivazione del loro assassino è tuttavia dovuta al fatto che Hill era venuto a conoscenza che la moglie di Thomas, Martha Wayne avesse intenzione di parlare con la polizia dei crimini del marito se questi non avesse cessato ogni collaborazione con Carmine Falcone e lo stesso sindaco Hill. Chill quella notte tentò di uccidere anche il piccolo Bruce (come vediamo in un flashback) ma poi ci ripensò nell'udire le sirene della polizia in lontananza, il che porterà anni dopo alla creazione di Batman. Joe Chill è stato a sua volta assassinato dopo essere stato accoltellato in galera, diversi anni prima l'inizio della storia del gioco come veniamo a sapere da Alfred e dai file presenti nell'archivio del Bat Computer nel gioco. Il motivo del suo omicidio è ignoto, sebbene sia probabile che Chill abbia avuto dispute con altri detenuti in carcere venendo ucciso in una di esse, oppure ancor più probabilmente che il corrotto sindaco Hill abbia fatto pagare qualche secondino o detenuto per uccidere anche Chill, per non rischiare che questi potesse patteggiare con la polizia e rivelare che era stato Hill a fargli commissionare l'omicidio dei coniugi Wayne. Joe Chill come i genitori di Bruce compare in un flashback all'inizio del secondo episodio. Doppiato da Jarion Monroe.
Victor Zsasz
Un pericoloso paziente del Manicomio di Arkham. Uccide le sue vittime con la convinzione di liberarle dai problemi da cui vengono afflitte, per poi incidersi delle cicatrici sul proprio corpo come sorta di "registro". Nell'ultimo episodio approfitta della rivolta nel manicomio di Arkham scatenata da Lady Arkham per aggredire Batman che tuttavia lo scaraventerà su un tavolo rompendolo e mettendo Zsasz fuori combattimento. Doppiato da Kiff VandenHeuvel.
Arnold Wesker/il Ventriloquo
Un altro paziente di Arkham. A prima vista appare come un innocuo uomo anziano, ma in realtà esprime la sua doppia personalità malvagia attraverso un calzino verde che indossa sulla mano sinistra, a cui da voce tramite ventriloquia. Questa è finora la prima ed unica apparizione fisica del personaggio di Arnold Wesker in un videogioco basato su Batman, benché fosse stato già citato svariate volte in Batman: Arkham Asylum. Doppiato da Larry Brisbowitz.

## Sequel
Il 19 luglio 2017 la Telltale Games ha annunciato ufficialmente la seconda stagione della serie intitolata Batman: The Telltale Series - The Enemy Within. Il primo episodio, The Enigma, è stato pubblicato l'8 agosto dello stesso anno per le piattaforme PlayStation 4, Xbox One e Microsoft Windows.